# Anschlag in Dehiwala 1996
Der Anschlag in Dehiwala 1996 gehört zu den schwersten Bombenanschlägen, die von der Terrororganisation Liberation Tigers of Tamil Eelam während des Bürgerkrieges in Sri Lanka verübt wurden. 64 Menschen wurden ermordet und 400 weitere wurden verletzt.

## Anschlag
Während der Hauptverkehrszeit am Abend des 24. Juli 1996 explodierten mehrere Sprengsätze in einem Pendlerzug in Dehiwala, einem Vorort der sri-lankischen Hauptstadt Colombo. Durch die Detonation der Bomben starben 64 Menschen, 400 weitere wurden verletzt und die Umgebung verwüstet. Die Sprengsätze waren mehrere Kofferbomben, die in vier verschiedenen Waggons des Zuges platziert und zur Detonation gebracht wurden, dies war der erste Anschlag der LTTE, bei dem mehrere Sprengsätze zeitgleich explodierten.
Als der Zug, in dem später in Dehiwala der Bombenanschlag geschah, sich zuvor in der "Fort Railway Station" befand, entdeckte ein Soldat außer Dienst ein verdächtiges Paket, das als Bombe identifiziert werden konnte. Der Sprengsatz wurde entschärft, und die zuständigen Beamten der Eisenbahnbehörde ließen den Zug planmäßig weiterfahren.

## Folgen und Reaktionen
Die Polizei vermutete, dass der Anschlag durch tamilische Selbstmordattentäter verübt wurde. Keine Gruppe reklamierte die Tat für sich. C. V. Gunaratne, der Minister für industrielle Entwicklung, beschuldigte die separatistische Terrorgruppe LTTE, für den Anschlag verantwortlich zu sein. Die LTTE habe einen Vorort von Colombo für den Anschlag ausgewählt, da die Sicherheitsvorkehrungen in der Stadt selbst zu hoch seien.

Aus Angst vor Lynchjustiz versteckten sich tamilische Sri Lanker, die sich in der Nähe des Tatorts befanden.
Die sri-lankische Polizei verhaftete im September des Jahres einen Tamilen, der später die Anschuldigung erhob, man habe ihn während der Haft unter anderem geschlagen. Nachdem die Polizei die wirklichen Täter des Anschlags festnahm, wurde er nach 22 Tagen Haft auf Kaution entlassen.

## Täter
Im September 1996 verhaftete die Polizei Saverimuttu Loganathan, einen 23-jährigen tamilischen Rebellenkämpfer, der gestand, Sprengstoff in dem Pendlerzug platziert, ausgestiegen und die Station Dehiwala anschließend verlassen zu haben. Bei der Abfahrt aus dem Bahnhof waren die Sprengsätze detoniert.

## Anschlag 2008
Am 4. Juni 2008 kam es zwischen den Bahnhöfen Dehiwala und Wellawatte auf derselben Linie zu einem erneuten Bombenanschlag auf einen Pendlerzug, bei dem zwei Dutzend Personen verletzt wurden.